# 佐川明
佐川 明（さがわ あきら、旧姓：森本〈もりもと〉、1914年〈大正3年〉11月5日 - 2005年〈平成17年〉1月4日）は、日本の実業家。栗田工業社長。

## 経歴
兵庫県出身。森本茂の次男として生まれる。7歳のときに父親が死去、幼い頃から本の行商をさせられるなど、祖母に厳しく育てられる。
1940年（昭和15年）東京商科大学（現・一橋大学）を卒業。学生時代はラグビー部員。卒業後神戸に戻り、伊藤忠商事大阪本社に入社。その後徴兵されて満洲に渡り、一時帰国の際に神戸の貿易商（佐川商店社長）の佐川与一の長女・登美子と結婚して佐川家に婿入りする。
敗戦後、シベリアに抑留される。そのさなか、長女が産まれて十日で死ぬ。1947年帰国し、伊藤忠に復職。1956年（昭和31年）、東京日本橋のボイラーメーカー横山工業に出向となり、一家で鎌倉に転居。参与資財部長を経て同年12月取締役に選任され、1959年（昭和34年）11月に復帰。1964年（昭和39年）参与機械第一本部長となり1965年（昭和40年）4月栗田工業に出向。その後同社社長として同社の建て直しに尽くすが、長男・佐川一政がパリで女性殺害事件（パリ人肉事件）を起こし、何度もパリへ出向いて弁護士を雇い息子のために奔走、脳梗塞で倒れる。その後も一政を支え続けるが、2002年、三度目の脳梗塞に襲われ、死去の翌日、妻も死去した（『週刊新潮』2005年1月27日）。月刊誌『創』2002年8月号に一政の「パリ人肉事件から20余年 父が逝った。その時私は……」が載ったが、これは小説として書いたもの。

## 人物
趣味は読書・ゴルフ・水泳。宗教は仏教。

## 家族

### 森本家
- 父・茂（朝日新聞論説委員）

### 佐川家
- 養父・佐川 与一（1898 - ?） ‐ 貿易商、佐川商店代表。米穀商。兵庫県・佐川善治郎の次男[6]
- 養母・眞弓 - 広島県、田川俊之介の三女、与一の妻[4]。
- 妻・登美子（1923 - 2005） ‐ 与一と眞弓の長女、山手高女出身。富商の娘として神戸で育ち、16歳で20歳の明と結婚、夫の出征先の満州へ渡るも、夫がソ連の捕虜となりシベリアへ抑留、夫不在のまま長女を出産するも早世し、満州各地を渡り歩いたのち、戦後単身帰国し、2児を儲けた[6][2]。晩年は夫の介護の中、間質性肺炎を患い、夫が没した翌日、別の病院で亡くなった[7]。
  - 長男・一政（1949 - 2022） ‐ 登美子との長男、作家。パリ人肉事件の犯人。
  - 次男・純（1950 - ） ‐ 登美子との次男、一政の弟、油彩画家。聖ミカエル学園を経て鎌倉市立御成小学校、同市立御成中学校、慶應義塾志木高等学校、慶応大学文学部、東京デザイナー学院を出て、父親の伝手で広告代理店の宣伝部に勤務、50歳で早期退職し、画家となる。2017年に兄とともにフランスのドキュメンタリー映画『カニバ パリ人肉事件38年目の真実』に出演、2019年、自伝『カニバの弟』を上梓し、家族や自身の性癖や生活保護生活などを告白した。
- 義弟・満男（1939 - 2024） - 与一と眞弓の息子、登美子の弟、歌手・俳優。
  - 同人元妻・伊東ゆかり（1947 - ） - 歌手・女優。
  - 同人長女・宙美 -  満男とゆかりの長女、歌手。